# Jennifer Kish
Jennifer „Jen“ Kish (* 7. Juli 1988 in Ottawa, Ontario) ist eine kanadische Rugbyspielerin.

## Leben
Kish ist Mitglied der kanadischen Nationalmannschaft im Siebener-Rugby. Bei den Panamerikanischen Spielen gewann Kish in Toronto mit ihrer Mannschaft die Goldmedaille. Bei den Olympischen Sommerspielen 2016 in Rio de Janeiro gewann Kish mit ihrer Mannschaft die Bronzemedaille.

## Auszeichnungen und Erfolge (Auswahl)
- 2015: Goldmedaille bei den Panamerikanischen Spielen
- 2016: Bronzemedaille bei den Olympischen Sommerspielen